# Roberto Marti
Roberto Marti (Lecce, 11 giugno 1974) è un politico italiano, Deputato dal 2013 al 2018 e Senatore dal 2018, dal 2022 è Presidente della 7ª Commissione permanente del Senato della Repubblica.

## Biografia
Nato a Lecce, vive a Lecce. Laureato in Giurisprudenza è un imprenditore e politico italiano.

## Attività politica
Nel 1998 per la CdL viene eletto presidente della commissione consiliare attività produttive del comune di Lecce sino al 2002. Viene eletto al consiglio comunale di Lecce dal 2002 al 2007 e dal 2007 al 2010 per Forza Italia prima e il Popolo della Libertà poi, con 1.450 preferenze. 
Viene nominato assessore alla pubblica istruzione e verde pubblico e delega al progetto cultura 2000. Nel 2004 viene nominato assessore ai servizi sociali e politiche abitative e presidente dell’ambito di zona dei servizi sociali. 
Nel 2007 è primo degli eletti al comune di Lecce, con circa 1.250 preferenze, con il Popolo della Libertà.
Viene nominato assessore all’Urbanistica e alla programmazione territoriale e alle politiche abitative dello stesso Comune. 
Alle elezioni amministrative del 2009 è eletto consigliere della provincia di Lecce nel collegio Lecce III. Alle elezioni regionali in Puglia del 2010 viene eletto consigliere nelle liste del Popolo della Libertà per la provincia di Lecce con 14.369 preferenze, lasciando poi il seggio nel 2013 in quanto eletto deputato. Nel 2010 diviene componente della X Commissione attività produttive Regione Puglia.

### Elezione a deputato
Alle elezioni politiche del 2013 viene eletto alla Camera dei Deputati nella circoscrizione Puglia nelle liste del Popolo della Libertà, divenendo componente della XII Commissione permanente della Camera dei deputati (Affari sociali) dal 7 maggio 2013 al 28 novembre 2013, membro componente della X Commissione permanente della Camera dei deputati (Attività produttive, commercio e turismo) dal 28 novembre 2013 al 6 dicembre 2017 ed infine membro della XIV Commissione permanente della Camera dei deputati (politiche dell’Unione Europea) dal 6 dicembre 2017  al 22 marzo 2018.
Nel 2014 è membro componente della Commissione Attività produttive della Camera dei Deputati.
Il 16 novembre 2013, con la sospensione delle attività del Popolo della Libertà, aderisce a Forza Italia.
Il 30 maggio 2015 aderisce Conservatori e Riformisti con Raffaele Fitto che, il 19 novembre 2015 passa al Gruppo misto, aderendo alla componente "Conservatori e Riformisti" del quale Marti è tesoriere.
L'8 novembre 2017 abbandona Direzione Italia e aderisce a Noi con Salvini.

### Elezione a senatore
Si ricandida e viene eletto al Senato per la Lega alle elezioni politiche del 2018 nel collegio plurinominale Puglia - 02, divenendo componente della X Commissione permanente del Senato della Repubblica (Affari sociali, sanità, lavoro pubblico e privato, previdenza sociale) dal 21 giugno 2018 al 12 ottobre 2022 e membro componente della Commissione parlamentare per la semplificazione dal 15 novembre 2018 al 12 ottobre 2022.
Nell’aprile 2019 viene nominato Responsabile Regionale per Lecce, Brindisi, Taranto per Lega Salvini Premier e dal dicembre 2019 commissario regionale “Lega-Basilicata”.
Nel gennaio 2020 firma, insieme ad altri cinque leghisti, per il referendum sul taglio dei parlamentari. Le firme depositate in Cassazione raggiungono quota 71, sette in più del necessario.
Nel dicembre 2021 viene nominato da Salvini commissario regionale “Lega-Puglia” e alle elezioni politiche del 2022 viene eletto al Senato nel collegio uninominale Puglia - 05 (Lecce) per il centro-destra con il 44,09%, superando il virologo Pierluigi Lopalco del centrosinistra (24,12%) e il candidato del Movimento 5 Stelle Antonio Salvatore Trevisi (21,92%).
Il 10 novembre 2022 viene eletto presidente della 7ª Commissione permanente del Senato della Repubblica (Cultura, Istruzione pubblica, beni culturali, ricerca scientifica, spettacolo e sport). La sua presidenza è stata confermata il 6 giugno 2025, all'inizio della seconda metà della XIX legislatura.
Il 9 aprile 2024 il Senato approva ad ampia maggioranza il ddl 788 di cui è relatore, Disposizioni in materia di ordinamento delle professioni pedagogiche ed educative e istituzione dei relativi albi professionali. Il pedagogista e l'educatore professionale socio pedagogico sono professioni ordinistiche.
Alle elezioni europee del 2024 si candida nella circoscrizione meridionale in quarta posizione.
Con circa 60.000 preferenze raccolte non è eletto.